# Concurs Internacional de Direcció de Cadaqués
El Concurs Internacional de Direcció de Cadaqués, és un concurs de música per a joves directors d'orquestra organitzat per l'Orquestra de Cadaqués, que es realitza a Cadaqués (Alt Empordà).
El concurs es realitza cada dos anys i està organitzat per l'Orquestra de Cadaqués. El primer concurs es va organitzar el 1992 amb la idea de ser una plataforma per als joves directors que inicien la seva carrera professional. El primer premi consisteix en un premi en efectiu i compromisos per dur a terme concerts amb orquestres com l'Orquestra Filharmònica de la BBC, l'Orquestra de Cambra de Viena, DeFilharmonie, l'Orquestra Simfònica de Bilbao, l'Orquestra Simfònica de RTVE, l'Orquestra Nacional d'Espanya i l'Orquestra Simfònica de Barcelona i Nacional de Catalunya.
Els presidents del jurat són els directors Guennadi Rojdéstvenski i Sir Neville Marriner. Philippe Entremont, Jorma Panula, Alexander Rahbari, Adrian Leaper, Gianandrea Noseda, Lutz Köhler, Jaime Martín, François Bou, Cristina Rocca, Louwrens Langevoort i Joji Hattori han estat membres del jurat.
En cada concurs, una de les peces obligatòries és una nova composició. Xavier Montsalvatge, Cristóbal Halffter, Luis de Pablo, Joan Guinjoan i Lleonard Balada han escrit peces per al concurs.

## Premi Internacional de Direcció de Cadaqués
- 1992 Primer premi: Charles Peebles. Segon premi: Alejandro Posadas
- 1994 Primer premi: Gianandrea Noseda. Segon premi: Christopher Gayford
- 1996 Primer premi: Achim Fiedler. Segon premi: Zsolt Hamar
- 1998 Primer premi: Gloria Isabel Ramos. Segon premi: desert
- 2000 Primer premi: desert. Segon premi: Christoph Müller
- 2002 Primer premi: Vasily Petrenko. Segon premi: Jonathan Pasternack
- 2004 Primer premi: desert. Segon premi: Hans Leenders
- 2006 Primer premi: Pablo González. Segon premi: Justin Doyle
- 2008 Primer premi: Michal Nestorowicz. Segon premi: Daniele Rustioni
- 2010 Primer premi: Andrew Gourlay. Segon premi: Domingo Garcia Hindoyan[4]
- 2013 Primer premi : Lorenzo Viotti. Segon premi: Vlad Vizireanu[2]

## Obres creades
- 1992 : Sortilegis de Xavier Montsalvatge
- 1994 : Daliniana de Cristóbal Halffter
- 1996 : Rostro de Luis de Pablo
- 1998 : Pantonal de Joan Guinjoan
- 2000 : Passacaglia de Lleonard Balada
- 2002 : Elephant Skin de Jesús Rueda
- 2004 : Movimiento de Jesús Torres
- 2006 : Tkakun de Ramón Lazkano
- 2008 : Cap de Quers de David del Puerto
- 2010 : Hekkan de José Maria Sánchez Verdú
- 2013 : L'absència de Héctor Parra[2]